# Барди, Юрген
Юрген Барди (алб. Jurgen Bardhi; 6 ноября 1997, Фуша-Круя, Албания) — албанский футболист полузащитник клуба «Кечиоренгюджю».

## Карьера
Начал заниматься футболом в родном городе в команде «Илириа». В 2014 году перешёл в столичный «Партизани». Дебютировал в основном составе 20 декабря 2014 года в матче суперлиги против «Эльбасани». Становился чемпионом (2018/19) и вице-чемпионом Албании. Участвовал в матчах квалификации Лиги чемпионов и Лиги Европы.
С 2015 года являлся игроком молодёжной сборной, провёл за неё 4 матча.

## Достижения
- Чемпион Албании: 2018/19
- Вице-чемпион Албании (1): 2015/2016, 2016/17